# Pragelato

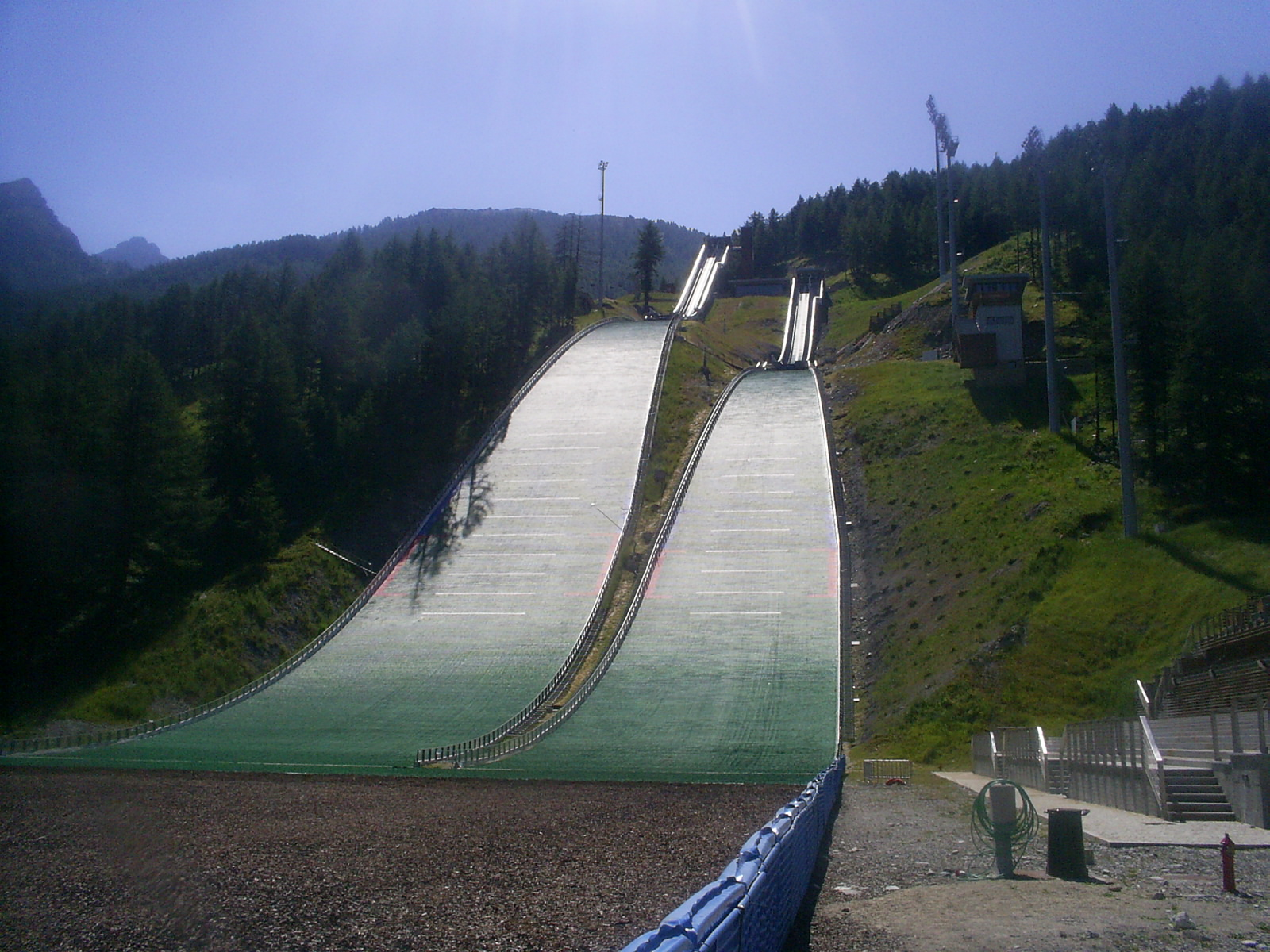
Skocznie Narciarskie w Pragelato

Pragelato – miejscowość i gmina we Włoszech, w regionie Piemont, w prowincji Turyn.
Według danych na rok 2004 gminę zamieszkiwały 452 osoby, 5,1 os./km².
Pragelato wchodzi w skład jednego z największych ośrodków narciarskich we Włoszech, Via Lattea.
W Pragelato rozgrywane byłyniektóre  konkurencje Zimowych Igrzysk Olimpijskich w Turynie w 2006 r. – między innymi skoki narciarskie, kombinacja norweska i biegi narciarskie.